# 2008年至2009年度香港政府財政預算案
《2008年至2009年度香港政府財政預算案》，內容為計劃香港公共財政收支分配，反映香港公共政策，經過香港立法會三讀通過之後，預算案直接影響2008年4月1日起的未來一年。2008年預算案是一個63億元的赤字預算，由時任香港特別行政區財政司司長曾俊華在2008年2月27日早上在香港立法會大樓宣讀（一讀），理財信念為：「承擔、持續、務實」。

## 建議重點

### 投資基建
1. 勾地表引入「酒店用地」之規限
2. 灣仔北海旁的三座政府大樓將會遷走
3. 旅遊會議展覽業
4. 酒店房租稅免收
5. 十號貨櫃碼頭研究
6. 創意經濟
7. 上海世界博覽會
8. 為發展香港酒類貿易和集散中心，免收葡萄酒、啤酒等非烈酒類之酒稅
9. 免費教育增至12年
10. 小學班教學

### 環保
1. 環保商用車輛，首次牌照登記稅優惠

### 支援弱勢社群
1. 捐款扣稅比例上限增至35%
2. 日間託兒服務
3. 支援家庭暴力受害人
4. 交通費支援計劃申請資格放寬
5. 生果金一次過多得3,000元
6. 電費一年補貼用戶1800元
7. 公屋租金免一個月

### 其他
1. 強積金
2. 推動醫療改革撥500億元

## 各界反應
- 馬時亨：
  - 在酒稅取消後，有助吸引外國拍賣行考慮來香港拍賣紅酒
  - 可把紅酒運返來香港儲存，尤其是香港有很多空置工廠大廈可以轉為藏酒的地方
  - 內地消費者將來可以來香港買紅酒，對旅遊業有很大裨益

## 外部連結
- 2008年至2009年度財政預算案-香港特區政府（页面存档备份，存于）
- 財政預算案－江邊